# Sân bay quốc tế Harry Reid

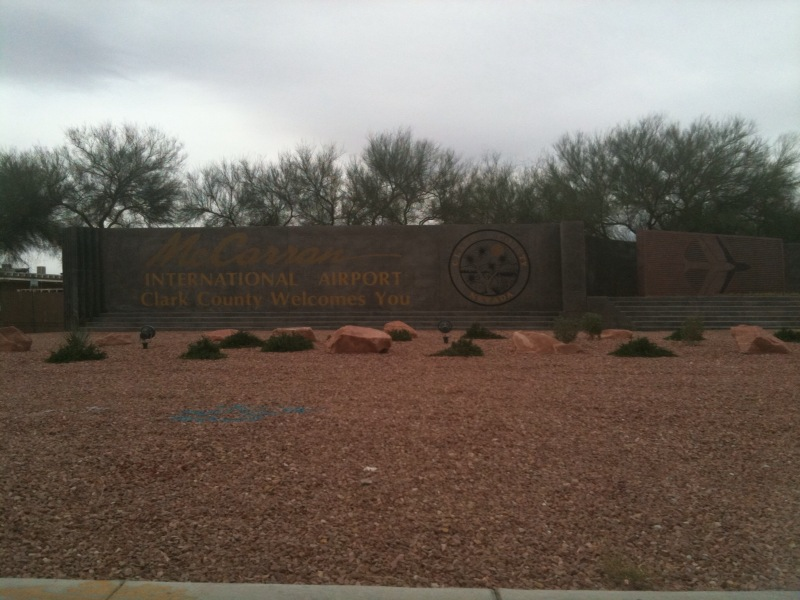
Biến báo cổng vào

Sân bay quốc tế Harry Reid (tiếng Anh: Harry Reid International Airport, mã IATA: LAS, mã ICAO: KLAS, LID FAA: LAS), con gọi là tên 1968-2021 Sân bay quốc tế McCarran (McCarran International Airport), là sân bay thương mại chủ yếu phục vụ Las Vegas và quận Mark, tiểu bang Nevada, Hoa Kỳ. Sân bay này có khoảng cách 8 km so với phía nam khu kinh doanh trung tâm của Las Vegas, trong khu vực chưa hợp nhất Paradise của quận Clark. Sân bay có diện tích 1.100 héc ta và có bốn đường băng. Sân bay Harry Reid thuộc sở hữu của quận hạt Clark và điều hành bởi Cảng vụ hàng không quận Clark. Sân bay có vai trò như một thành phố tập trung cho hãng hàng không Allegiant Air và Southwest Airlines; sân bay Harry Reid cũng là cơ sở hoạt động lớn nhất cho cả hai Allegiant và Southwest. Nó được đặt theo tên của cựu Thượng nghị sĩ Nevada Harry Reid (và tên 1968-2021 của cựu Thượng nghị sĩ Pat McCarran).
Trong năm 2008, sân bay Harry Reid đứng thứ 15 trên thế giới về lưu lượng hành khách, với 44.074.707 hành khách thông qua. Sân bay được xếp hạng 6 trên thế giới về số lượt chuyến với 578.949 máy bay cất cánh và hạ cánh
Harry Reid và cảng vụ hàng không quận là doanh nghiệp tự túc được tài chính, không đòi hỏi tiền từ quỹ của quận.. 
Tính đến tháng 11 năm 2009, Southwest Airlines hoạt động nhiều hơn từ các chuyến bay Harry Reid hơn tại bất kỳ sân bay khác. Southwest cũng vận chuyển hầu hết các hành khách trong và ngoài Harry Reid. Southwest hiện đang hoạt động ở 21 cổng ra vào máy bay, chủ yếu trong phòng chờ C. Từ năm 2008, hãng hàng không Canada WestJet đã trở thành hãng hàng không quốc tế lớn nhất tại sân bay Harry Reid.
Năm hãng hàng không có số lượt khách lớn nhất tại sân bay Harry Reid trong 11 tháng đầu năm 2009 là Southwest Airlines (38,3%), US Airways / US Airways Express (11,8%), United Airlines / Hoa Express (6,9%), Delta Air Lines / Delta Connection (5,6%), và American Airlines (5,5%).
Sân bay Harry Reid có hơn 1.234 máy đánh bạc slot machine ở trong nhà ga. Các slot machine thuộc sở hữu và điều hành bởi Michael Gaughan Slots Airport. Reno / Tahoe. Sân bay quốc tế còn có 251 máy đánh bạc.
Công suất tối đa của sân bay là 53 triệu khách và 625.000 lượt chuyến. Do sân bay Harry Reid được dự đoán sẽ đạt được công suất khoảng năm 2017, sân bay Ivanpah được quy hoạch như là một sân bay hỗ trợ.

## Hãng hàng không và tuyến bay

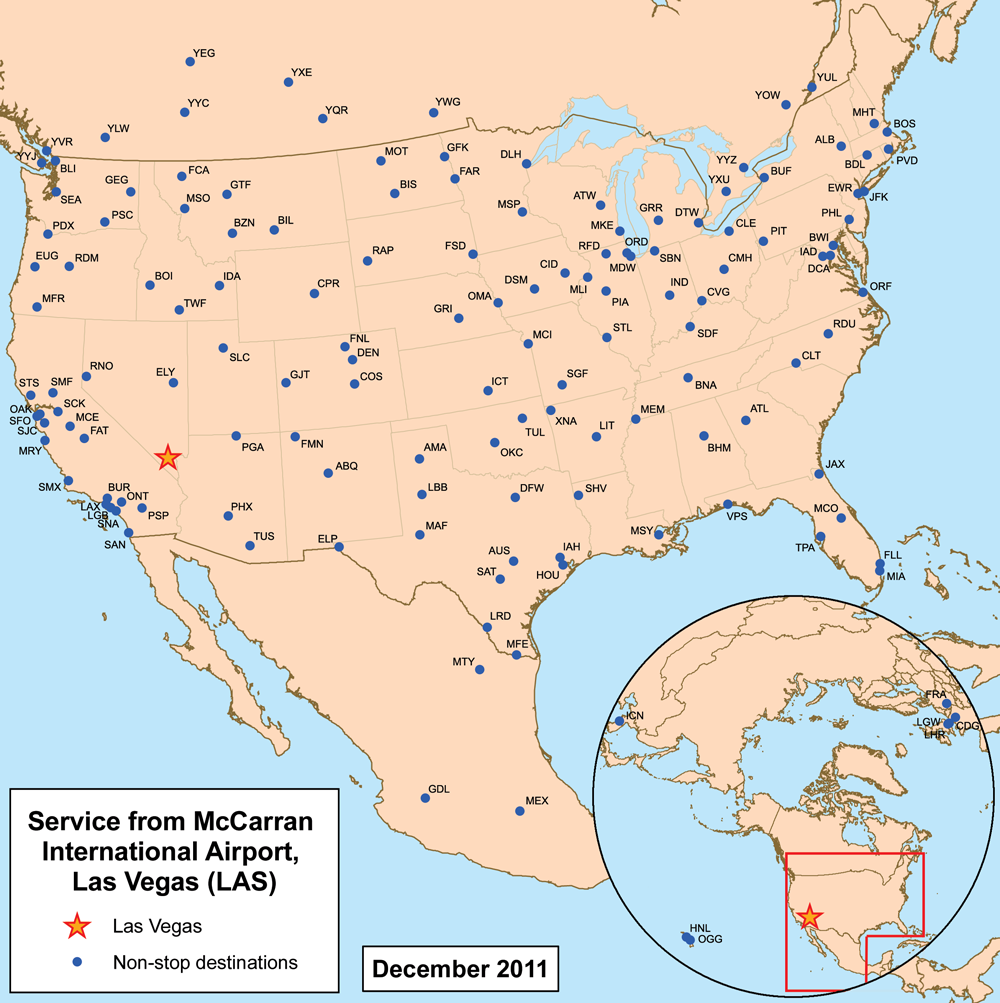
Các điểm đến với tuyến bay thẳng từ Las Vegas

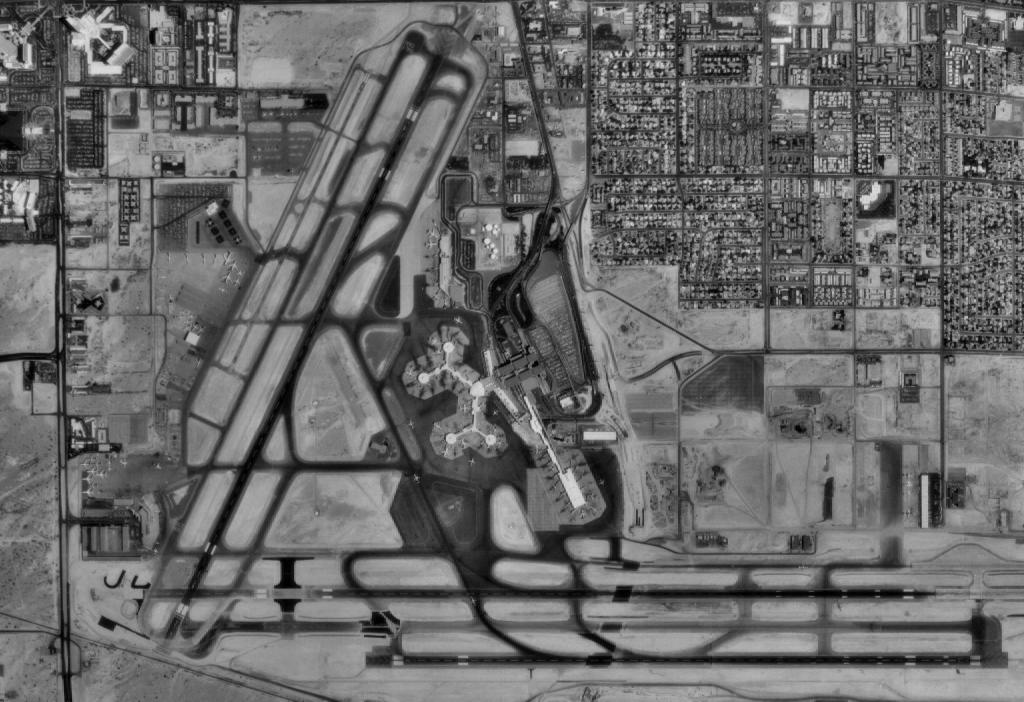
Hình ảnh USGS về sân bay (khoảng năm 1994)

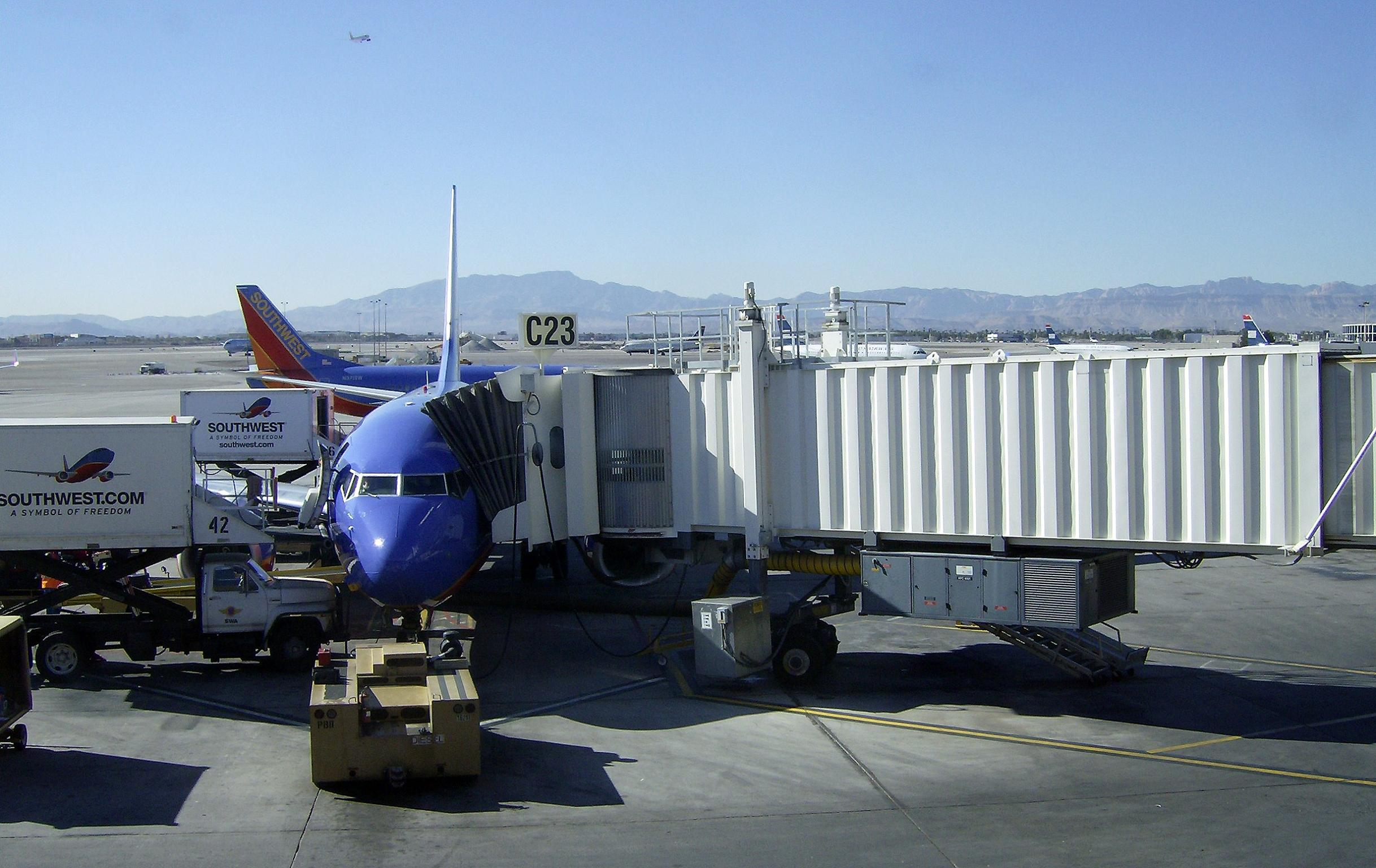
Cửa lên máy bay của Southwest Airlines

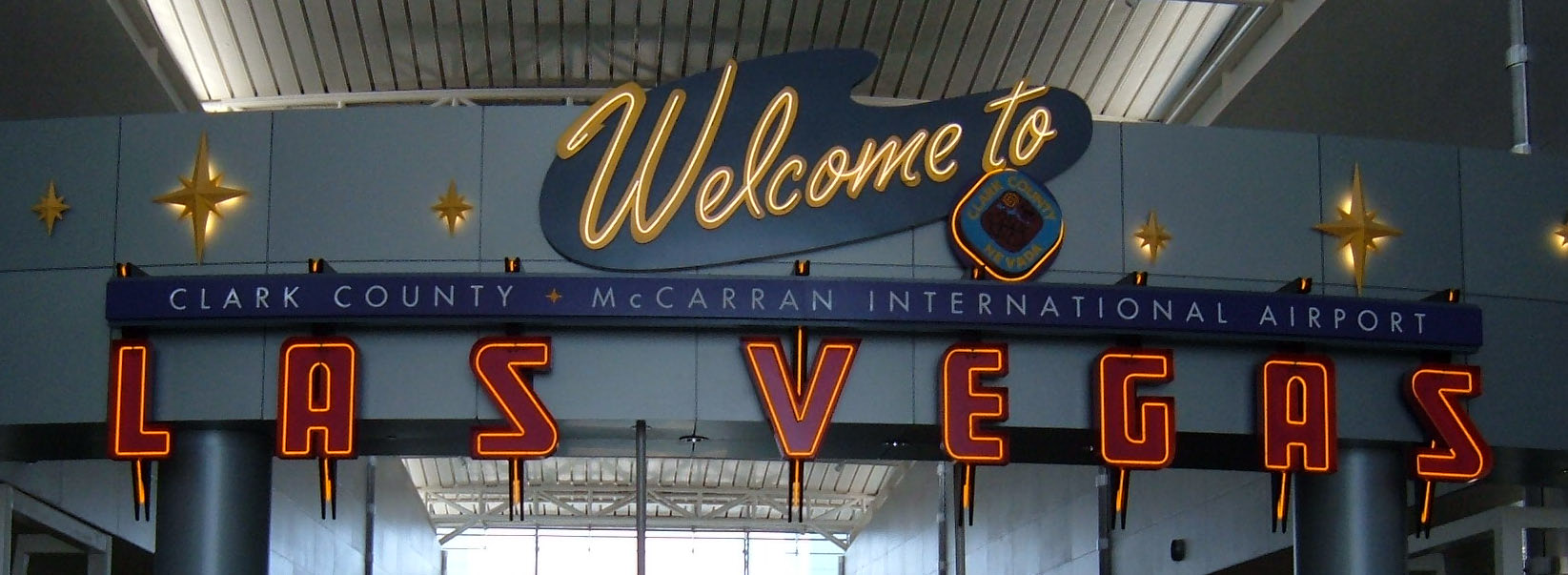
Bảng hoan nghênh đến sân bay Harry Reid ở hành lang D

Sân bay Harry Reid có hai nhà ga hành khách công cộng. Các nhà ga khác phục vụ máy bay tư nhân, các nhà thầu chính phủ Mỹ, bay ngắm cảnh và hãng vận tải hàng hóa.
- Nhà ga 1 phục vụ phần lớn các chuyến bay và có 96 cửa ở 4 hành lang: Hành lang A (A1, A3-A5, A7, A8, A10-A12, A14, A15, A17-A24), Hàng lang B (các cửa B1-B4, B6, B8-B12, B14, B15, B17, B19-B25), hành lang C (các cửa C1-C4, C5, C7-C9, C11, C12, C14, C16, C18, C19, C21-C25), và hành lang D (các cửa D1-D12, D14, D16-D26, D31-D43, D50-D58).
- Nhà ga 2 phục vụ tuyến quốc tế và phần lớn các chuyến thuê chuyến đến Las Vegas. Nhà ga này có 8 cửa (T2-1 đến T2-8), bốn cửa được trang bị để phục vụ các chuyến bay quốc tế.

| Hãng hàng không                                | Các điểm đến | Nhà ga-hành lang |
| ---------------------------------------------- | --- | ---------------- |
| Aeroméxico                                     | Mexico City, Monterrey | 2                |
| Air Canada                                     | Calgary, Montréal-Trudeau, Toronto-Pearson, Vancouver | 2                |
| AirTran Airways                                | Atlanta, Indianapolis, Milwaukee | 1-D              |
| Alaska Airlines                                | Bellingham, Portland (OR), Seattle/Tacoma | 1-D              |
| Allegiant Air                                  | Appleton, Bakersfield, Bellingham, Billings, Bismarck, Bozeman, Casper, Cedar Rapids/Iowa City, Colorado Springs, Des Moines, Duluth, Eugene, Fargo, Fort Collins/Loveland, Fresno, Grand Forks, Grand Island, Grand Junction, Grand Rapids, Great Falls, Idaho Falls, Kalispell, Laredo, McAllen (TX), Long Beach, Medford, Minot, Missoula, Monterey, Moline/Quad Cities, Pasco, Peoria, Pueblo, Rapid City, Redmond/Bend, Rockford (IL), Santa Maria (CA), Shreveport, Sioux Falls, South Bend, Springfield (MO), Stockton, Twin Falls, Wichita | 1-D              |
| American Airlines                              | Chicago-O'Hare, Dallas/Fort Worth, Los Angeles, Miami, New York-JFK | 1-D              |
| British Airways                                | London-Heathrow | 2                |
| Condor                                         | Frankfurt | 2                |
| Continental Airlines                           | Cleveland, Denver, Houston-Intercontinental, Newark, San Francisco | 1-D              |
| Delta Air Lines                                | Atlanta, Cincinnati/Northern Kentucky, Detroit, Los Angeles, Memphis, Minneapolis/St. Paul, New York-JFK, Orlando, Salt Lake City | 1-D              |
| Delta Connection cung ứng bởi SkyWest Airlines | Los Angeles, Salt Lake City | 1-D              |
| Frontier Airlines                              | Denver, Milwaukee | 1-D              |
| Great Lakes Airlines                           | Ely, Farmington (NM), Merced, Visalia | 1-B              |
| Hawaiian Airlines                              | Honolulu, Kahului | 2                |
| Horizon Air                                    | Santa Rosa | 1-D              |
| JetBlue Airways                                | Boston, Burbank, Long Beach, New York-JFK | 1-D              |
| Korean Air                                     | Seoul-Incheon | 2                |
| Omni Air International                         | Honolulu Theo mùa: Anchorage | 2                |
| Philippine Airlines                            | Manila, Vancouver | 2                |
| Southwest Airlines                             | Albany, Albuquerque, Amarillo, Austin, Baltimore, Birmingham (AL), Boise, Buffalo, Burbank, Chicago-Midway, Cleveland, Columbus (OH), Denver, El Paso, Fort Lauderdale, Hartford, Houston-Hobby, Indianapolis, Jacksonville (FL), Kansas City, Little Rock, Los Angeles, Louisville, Lubbock, Manchester (NH), Midland/Odessa, Milwaukee, Nashville, New Orleans, Oakland, Oklahoma City, Omaha, Ontario, Orange County, Orlando, Philadelphia, Phoenix, Pittsburgh, Portland (OR), Providence, Raleigh/Durham, Reno/Tahoe, Sacramento, St. Louis, Salt Lake City, San Antonio, San Diego, San Francisco, San Jose (CA), Seattle/Tacoma, Spokane, Tampa, Tucson, Tulsa Theo mùa: Norfolk/Virginia Beach | 1-B, 1-C         |
| Spirit Airlines                                | Chicago-O'Hare, Dallas/Fort Worth, Detroit, Fort Lauderdale, Los Angeles | 1-B              |
| Sun Country Airlines                           | Minneapolis/St. Paul Theo mùa: Lansing | 1-D              |
| Sunwing Airlines                               | Toronto-Pearson, Vancouver | 2                |
| Thomas Cook Airlines                           | Glasgow-International, Manchester (UK) | 2                |
| United Airlines                                | Chicago-O'Hare, Denver, Los Angeles, San Francisco, Washington-Dulles | 1-D              |
| United Express cung ứng bởi SkyWest Airlines   | Fresno, Los Angeles, Palm Springs, San Francisco | 1-D              |
| US Airways                                     | Boston, Charlotte, Dallas/Fort Worth, Los Angeles, Philadelphia, Phoenix, San Francisco, Washington-National | 1-A, 1-B         |
| US Airways Express cung ứng bởi Mesa Airlines  | Fresno, Los Angeles, Phoenix, San Francisco | 1-A              |
| Virgin America                                 | New York-JFK, San Francisco | 1-B              |
| Virgin Atlantic Airways                        | London-Gatwick, Manchester (UK) | 2                |
| Vision Airlines                                | Baton Rouge, Fort Walton Beach | 2                |
| VivaAerobus                                    | Monterrey | 2                |
| Volaris                                        | Guadalajara | 2                |
| WestJet                                        | Calgary, Edmonton, Montréal-Trudeau, Toronto-Pearson, Vancouver, Winnipeg Theo mùa: Kelowna, Ottawa, Regina, Saskatoon, Victoria | 1-B              |
| XL Airways France                              | Theo mùa: Paris-Charles de Gaulle | 2                |